# Desktop Tower Defence
Desktop Tower Defence är ett flashbaserat spel utvecklat av Paul Preece. Spelet släpptes 2007 och har fram till 2022 spelats 100-tals miljoner gånger. Spelet går ut på att spelaren ska klara av att eliminera så många anfallsvågor som möjligt med till buds stående medel. Till sitt förfogande har spelaren från början en mindre summa att spendera på ett antal fortifikationsverk av olika slag. Det finns sju olika typer av fortifikationsverk. Spelet har uppdaterats ett antal gånger.
Spelet finns även släppt till Nintendo DS.